# آلبرتو لوپس (بازیکن فوتبال، زاده ۱۹۴۴)
آلبرتو لوپس (اسپانیایی: Alberto López‎؛ زادهٔ ۱۰ مارس ۱۹۴۴) بازیکن سابق و مربی فوتبال اهل گواتمالا بود.
از باشگاه‌هایی که در آن بازی کرده است می‌توان به باشگاه فوتبال مونیسیپال اشاره کرد.